# Сіаньський метрополітен
Сіаньський метрополітен (кит.: 西安地铁) — система ліній метро в місті Сіань, Шеньсі, КНР. Метрополітен відкрився 16 вересня 2011 року, 10 метрополітен у Китаї. Більшість станцій у місті підземні, всі станції обладнані скляними дверима що відділяють платформу від потяга. У системі використовуються шестивагонні потяги.

## Історія
Обговорення будівництва метро в місті почалося у 1980-х роках. Розробка проєкту почалася у 1990-х. Центральна влада КНР затвердила проєкт тільки у вересні 2006, на той час Сіань був одним з найбільших міст світу без метрополітену. Будівництво почалося 29 вересня 2006 року з Лінії 2. Початкова ділянка відкрита у 2011 році складалася з 17 станцій та 19,9 км, ще 4 станції відкрилися в червні 2014 року. Початкова ділянка Лінії 1 з 19 станцій відкрилася 15 вересня 2013 року. Усі станції Лінії 3 відкрилися 8 листопада 2016 року.

## Лінії
| №        | Дата відкриття   | Останнє продовження | Кількість станцій | Кінцеві станції                    | Довжина в км | Кількість підземних станцій |
| -------- | ---------------- | ------------------- | ----------------- | ---------------------------------- | ------------ | --------------------------- |
| Лінія 1  | 15 вересня 2013  | —                   | 19                | «Houweizhai»—«Fangzhicheng»        | 25,4         | 19                          |
| Лінія 2  | 16 вересня 2011  | 16 червня 2014      | 21                | «Xi'anbeizhan»—«Weiqunan»          | 26,5         | 21                          |
| Лінія 3  | 8 листопада 2016 | —                   | 26                | «Yuhuazhai»—«Baoshuiqu»            | 39,1         | 19                          |
| Лінія 4  | 26 грудня 2018   | —                   | 29                | «Xi'anbeizhan»—«Hangtian Xincheng» | 35,2         | 29                          |
| Лінія 5  | 28 грудня 2020   | —                   | 34                | «Chuangxingang»—«Matengkong»       | 41,6         | 31                          |
| Лінія 6  | 28 грудня 2020   | 29 грудня 2022      | 32                | «Xi'annanzhan»—«Fangzhicheng»      | 35,1         | 30                          |
| Лінія 9  | 28 грудня 2020   | —                   | 15                | «Fangzhicheng»—«Qinlingxi»         | 25,2         | 15                          |
| Лінія 14 | 29 вересня 2019  | 29 червня 2021      | 17                | «Аеропорт З.»—«Heshao»             | 43,0         | 17                          |

## Розвиток
На квітень 2019 року в місті будується:
- Лінія 1 — розширення на 4 станції та 6,1 км, відкриття заплановане на 2019 рік.
- Лінія 5 — 19 станцій та 25,1 км, відкриття заплановане на 2020 рік.
- Лінія 6 — 15 станцій та 20,1 км, відкриття заплановане на 2021 рік.

## Галерея

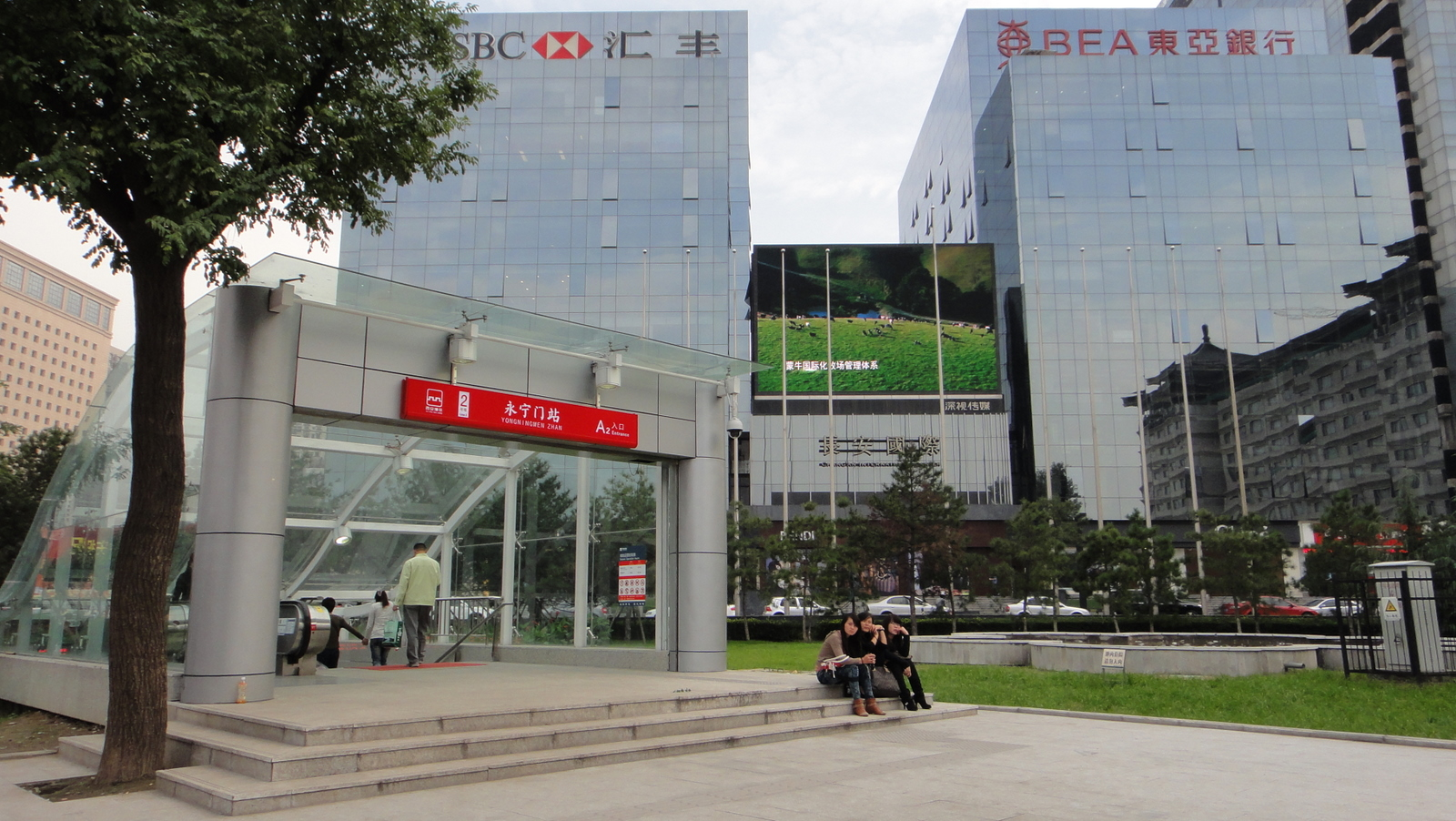
Вихід зі станції Yongningmen
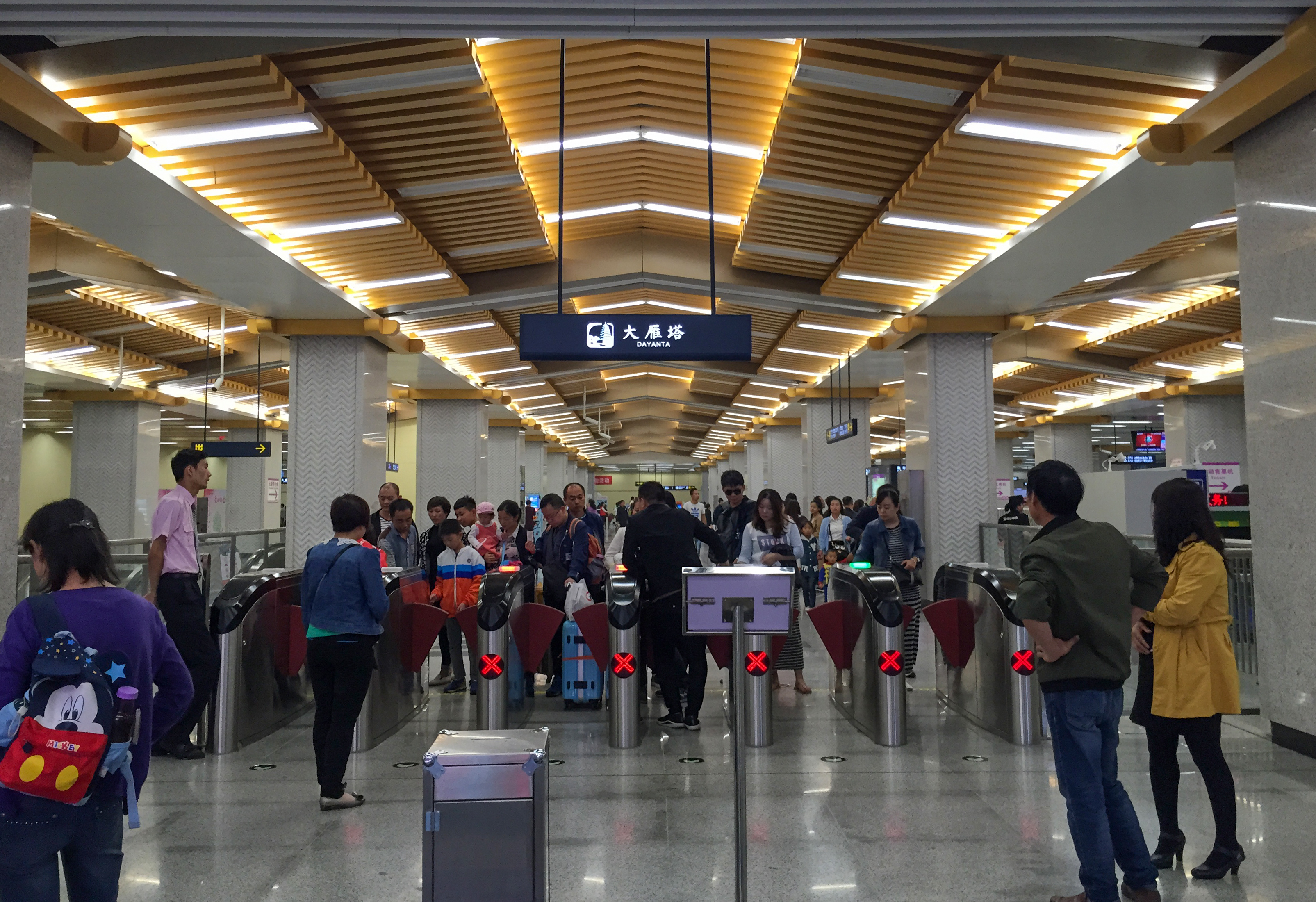
Турнікети на станції Dayanta
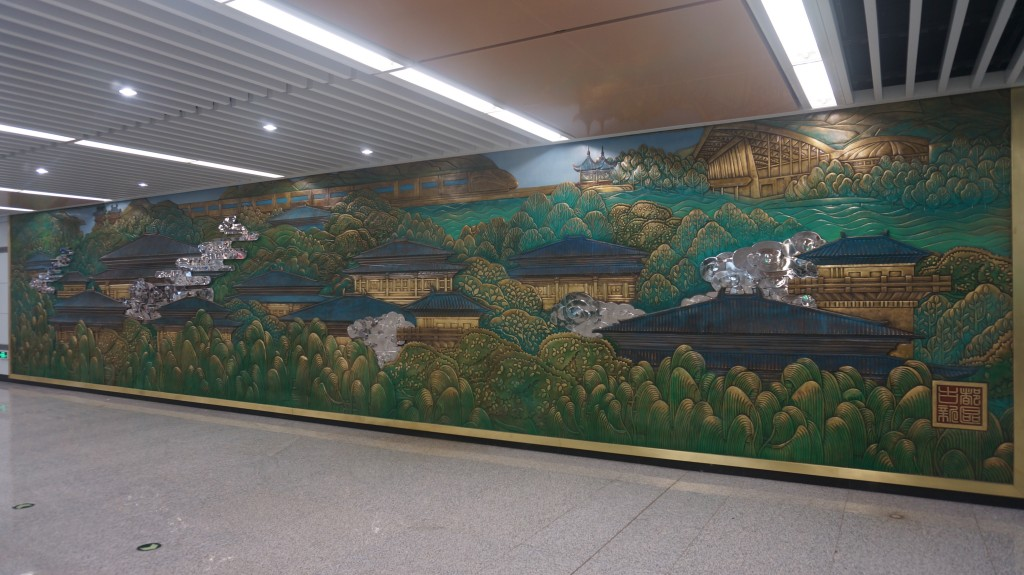
Панно у вестибюлі станції Houweizhai
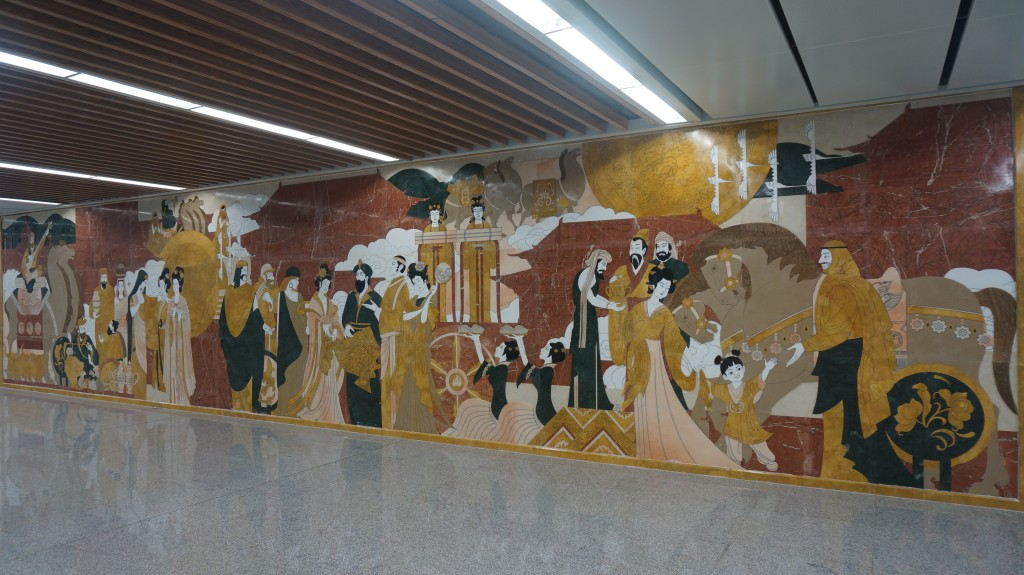
Панно у вестибюлі станції Kaiyuanmen
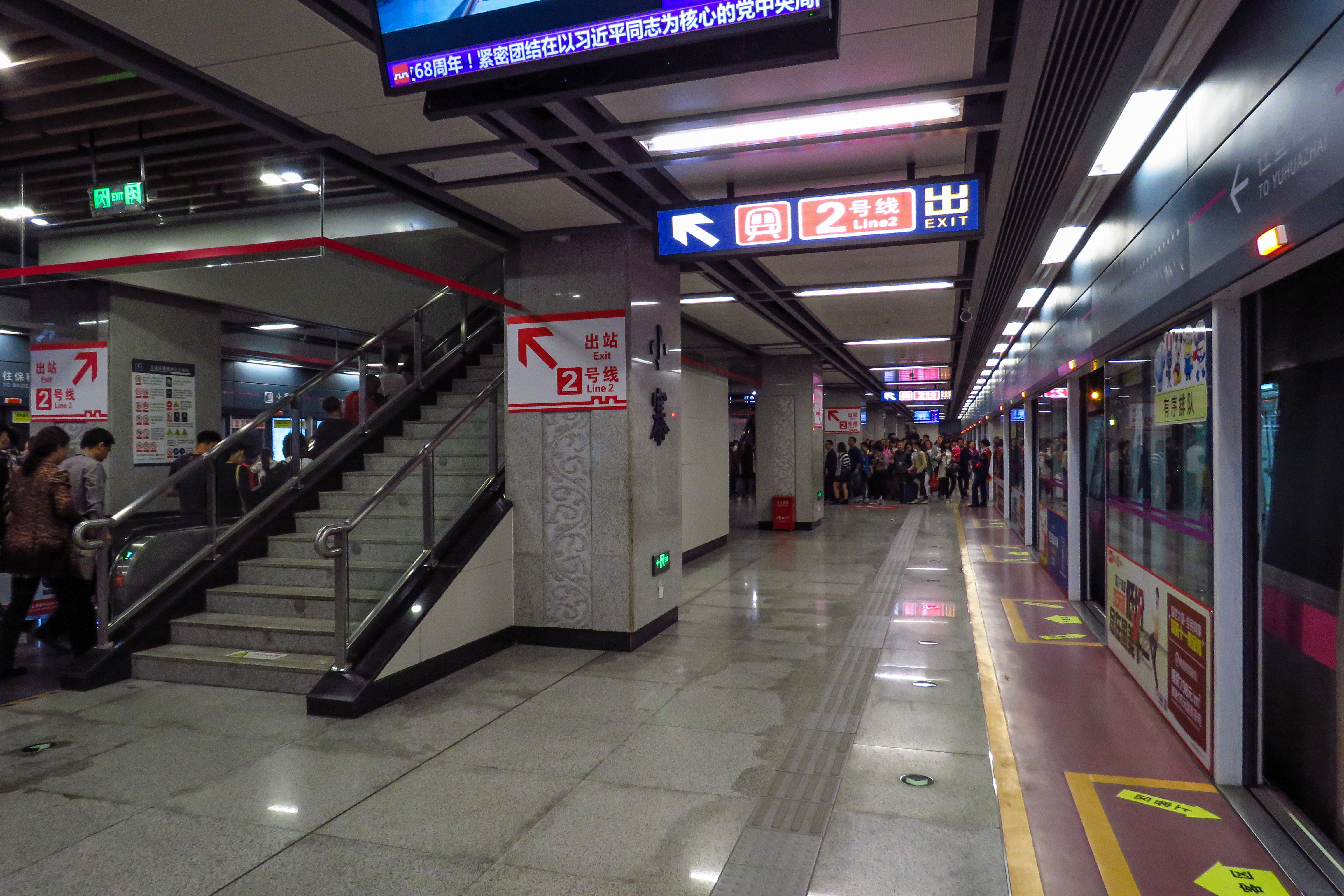
Платформа станції Xiaozhai
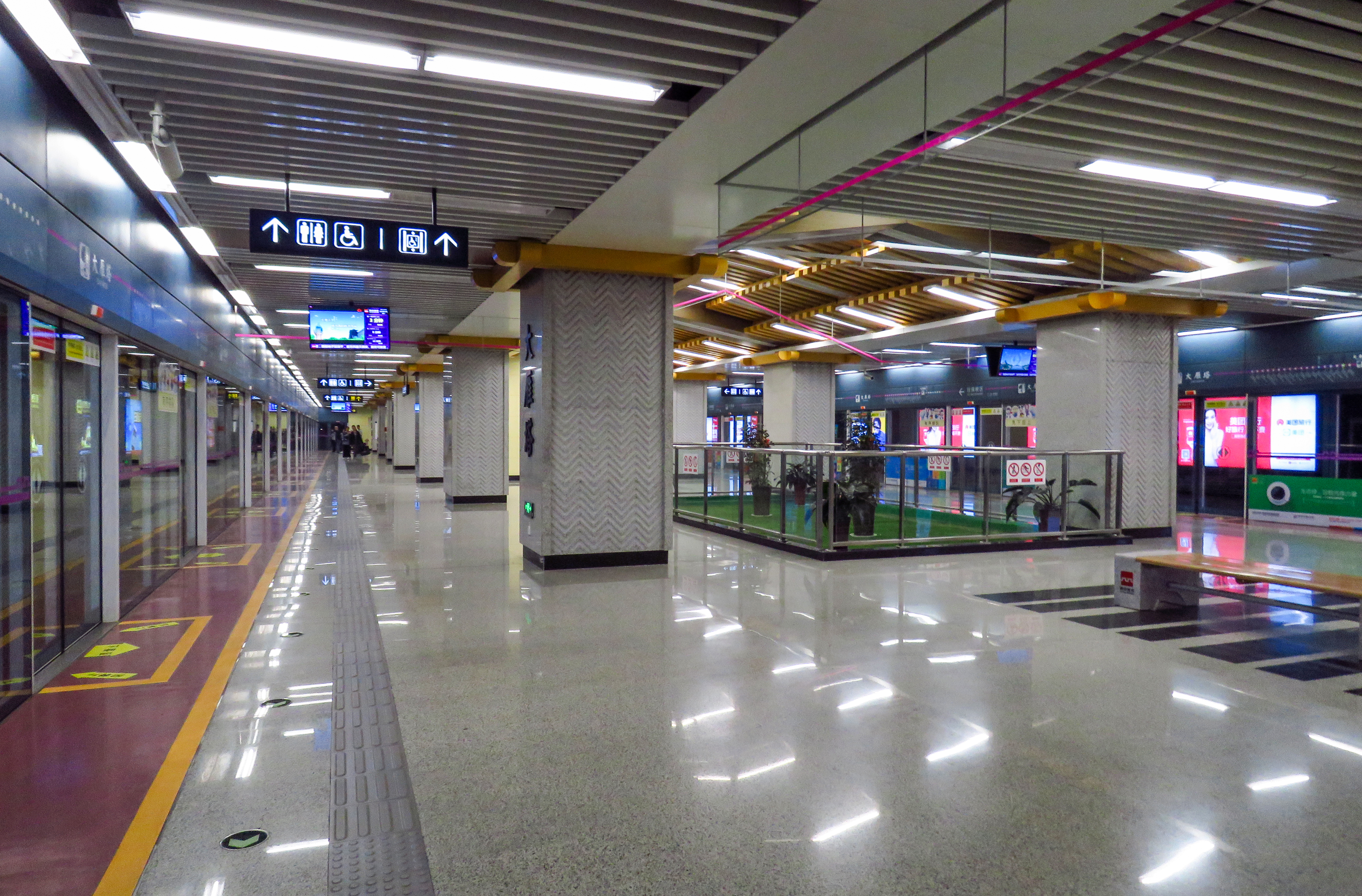
Платформа станції Dayanta
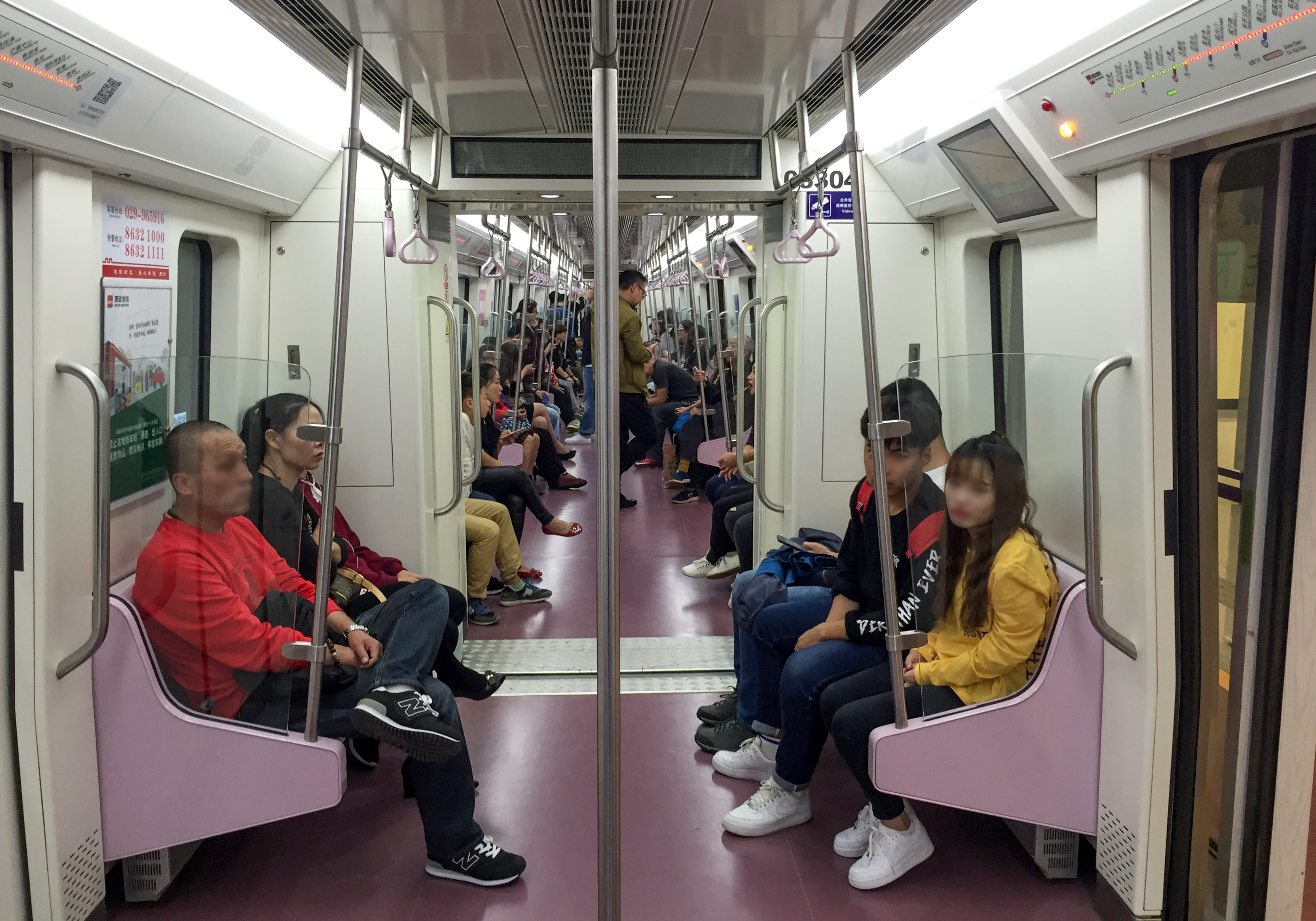
Всередині потяга, Лінія 3
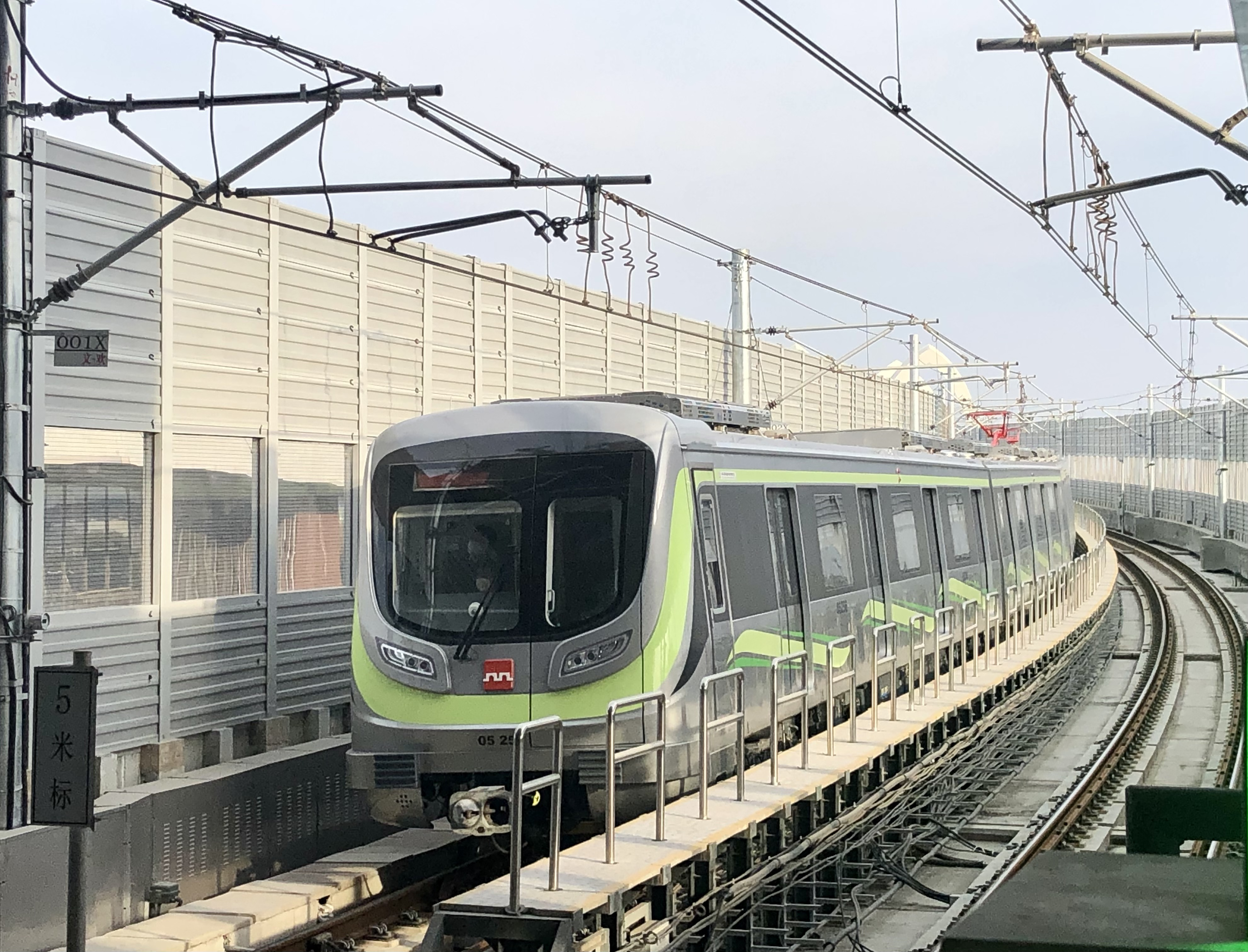
Потяг, Лінія 5
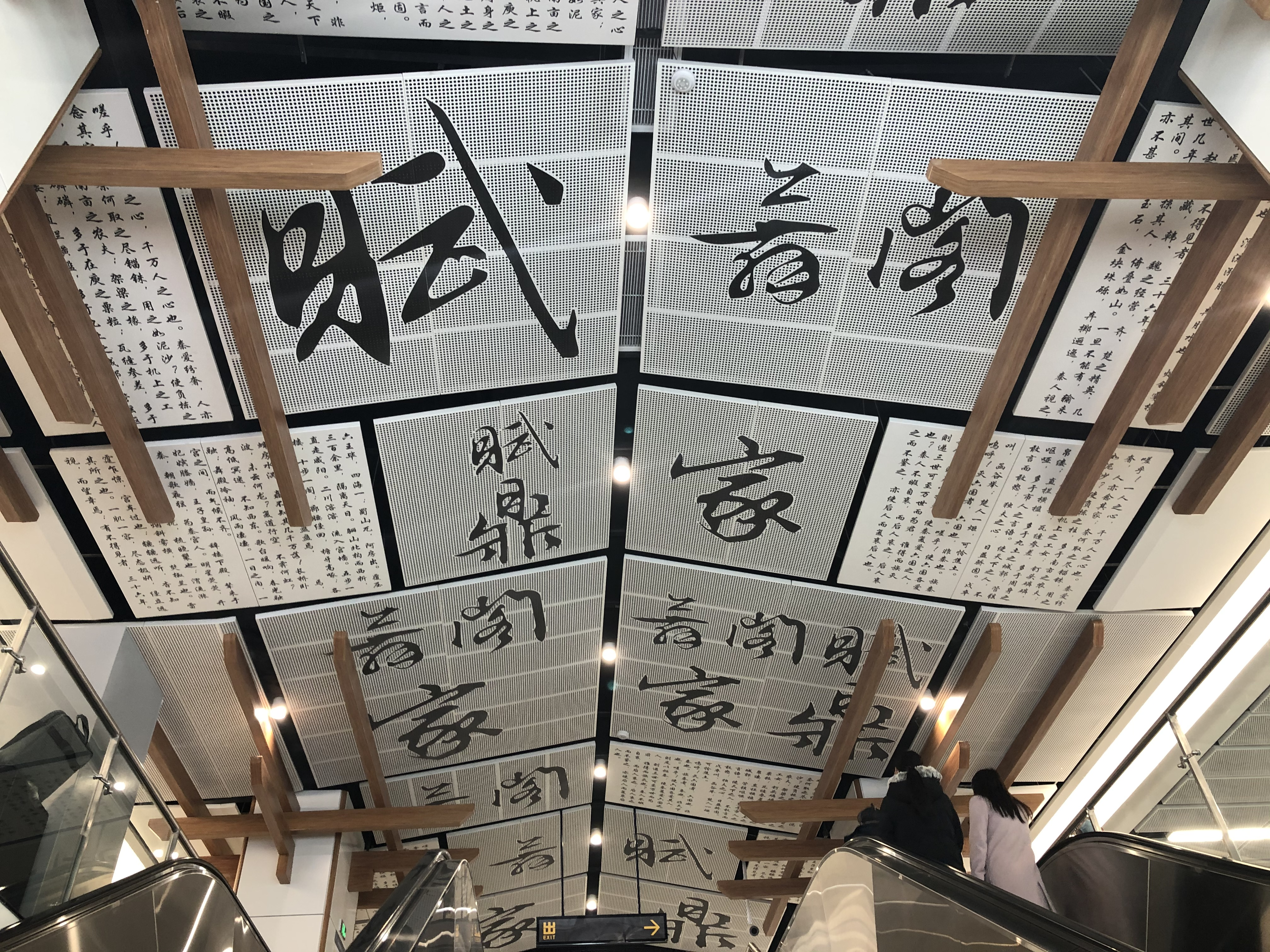
Станції Epanggongnan
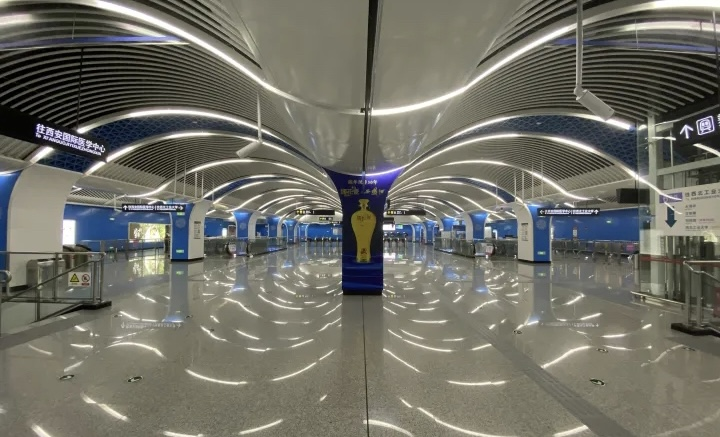
Станції Shengtiyuguan
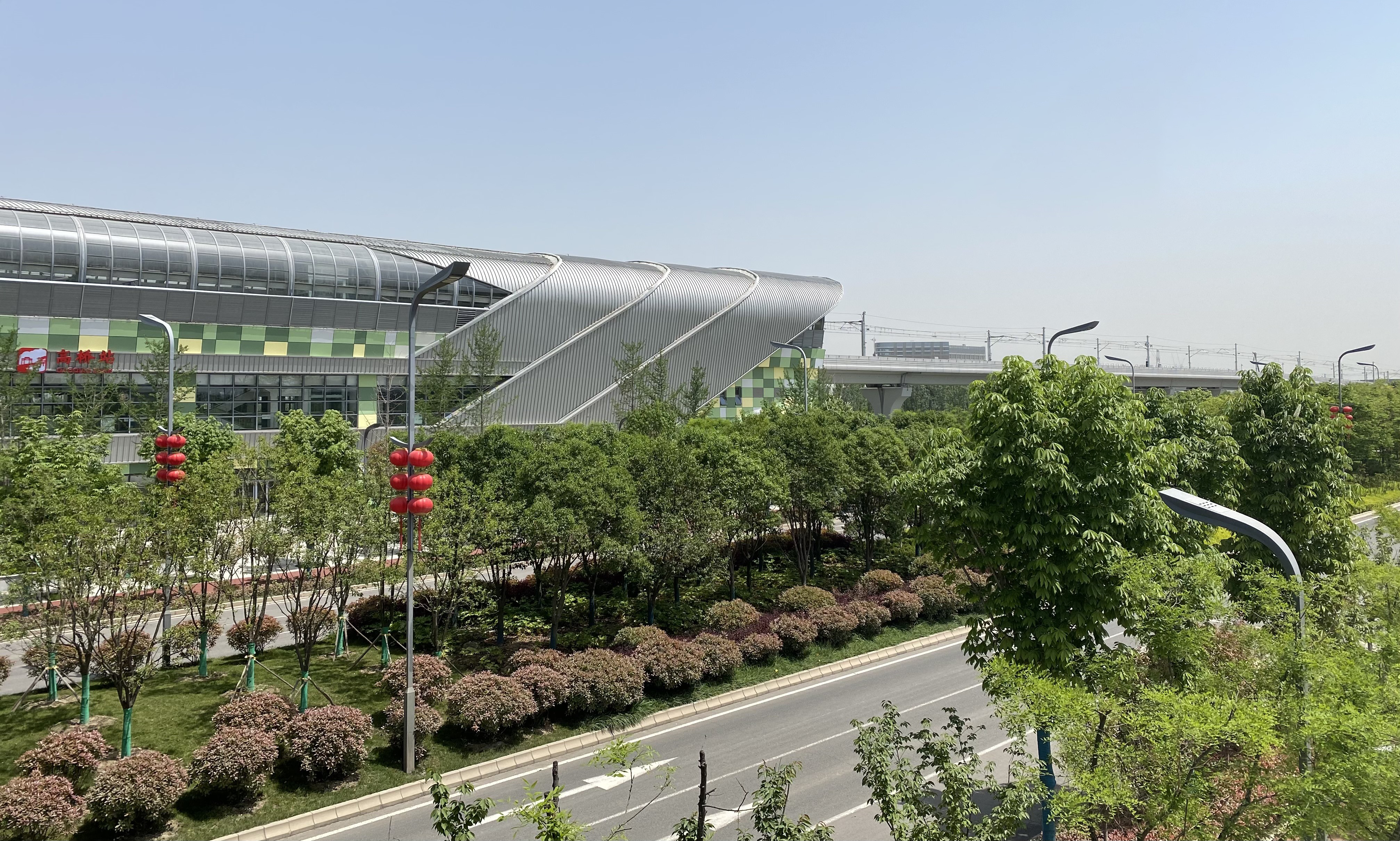
Станції Gaoqiao